# Liste der Wirbeltierarten des Kruger-Nationalparks
Der Kruger-Nationalpark beherbergt 147 Säugetierarten, 492 Vogelarten, 118 Arten von Reptilien, 34 Amphibienarten und 50 Arten von Süßwasserfischen.

## Säugetiere
Folgende Säugetierarten kommen im Park vor:
| Elefanten und Unpaarhufer - Afrikanischer Elefant (Loxodonta africana) - Breitmaulnashorn (Ceratotherium simum) - Spitzmaulnashorn (Diceros bicornis) - Steppenzebra (Equus quagga) Schweine und Flusspferde - Flusspferd (Hippopotamus amphibius) - Warzenschwein (Phacochoerus africanus) - Buschschwein (Potamochoerus larvatus) Stirnwaffenträger - Giraffe (Camelopardalis giraffa giraffa) - Afrikanischer Büffel (Syncerus caffer) - Elenantilope (Taurotragus oryx) - Großer Kudu (Tragelaphus strepsiceros) - Tiefland-Nyala (Tragelaphus angasii) - Buschbock (Tragelaphus scriptus) - Pferdeantilope (Hippotragus equinus) - Rappenantilope (Hippotragus niger) - Ellipsen-Wasserbock (Kobus ellipsiprymnus) - Bergriedbock (Redunca fulvorufula) - Großer Riedbock (Redunca arundinum) - Rehantilope (Pelea capreolus) - Streifengnu (Connochaetes taurinus) - Lichtenstein-Kuhantilope (Sigmoceros lichtensteinii) - Leierantilope (Damaliscus lunatus) - Impala (Aepyceros melampus) - Moschusböckchen (Neotragus moschatus) - Klippspringer (Oreotragus oreotragus) - Steinböckchen (Raphicerus campestris) - Oribi (Ourebia ourebi) - Sharpe-Greisbock (Raphicerus sharpei) - Kronenducker (Sylvicapra grimmia) - Rotducker (Cephalophus natalensis) Erdferkel - Erdferkel (Orycteropus afer) Schliefer - Klippschliefer (Procavia capensis) - Buschschliefer (Heterohyrax brucei) Schuppentiere - Steppenschuppentier (Manis temminckii) Primaten - Tschakma-Pavian (Papio ursinus) - Südliche Grünmeerkatze (Chlorocebus pygerythrus) - Weißkehlmeerkatze (Cercopithecus albogularis) - Kleiner Galago (Galago moholi) - Riesengalago (Otolemur crassicaudatus) | Hunde - Afrikanischer Wildhund (Lycaon pictus) - Streifenschakal (Canis adustus) - Schabrackenschakal (Canis mesomelas) - Löffelhund (Otocyon megalotis) Katzen - Löwe (Panthera leo) - Leopard (Panthera pardus) - Gepard (Acinonyx jubatis) - Wüstenluchs (Caracal caracal) - Serval (Leptailurus serval) - Falbkatze (Felis silvestris) Hyänen - Tüpfelhyäne (Crocuta crocuta) - Schabrackenhyäne (Hyaena brunnea) - Erdwolf (Protelas cristatus) Marder - Kapotter (Aonyx capensis) - Honigdachs (Mellivora capensis) - Streifeniltis (Ictonyx striatus) Mangusten - Zebramanguste (Mungos mungo) - Meller-Manguste (Rhynchogale melleri) - Trugmanguste (Paracynictis selousi) - Eigentlicher Ichneumon (Herpestes ichneumon) - Schlankmanguste (Galerella sanguinea) - Sumpfmanguste (Atilax paludinosus) - Südliche Zwergmanguste (Helogale parvula) - Weißschwanzmanguste (Ichneumia albicauda) Schleichkatzen - Kleinfleck-Ginsterkatze (Genetta genetta) - Großfleck-Ginsterkatze (Genetta tigrina) - Afrikanische Zibetkatze (Civetticus civetta) Tenrekartige und Rüsselspringer - Gelber Goldmull (Calcochloris obtusirostris) - Julianas Goldmull (Neamblysomus julianae) - Rüsselratte (Petrodromus tetradactylus) - Kurznasen-Elefantenspitzmaus (Elephantulus brachyrhynchus) - Östliche Klippen-Elefantenspitzmaus (Elephantulus myurus) Insektenfresser - Kapigel (Atelerix frontalis) - Weißzahnspitzmäuse, 5 Arten (Crocidura) - Dickschwanzspitzmaus-Art (Suncus lixus) | Hasenartige - Kaphase (Lepus capensis) - Buschhase (Lepus saxatilis) - Natal-Wollschwanzhase (Pronolagus crassicaudatus) Nagetiere - Buschhörnchen (Paraxerus cepapi) - Afrikanischer Waldbilch (Graphiurus murinus) - Springhase (Pedetes capensis) - Hottentotten-Graumull (Cryptomys hottentotus) - Südafrikanisches Stachelschwein (Hystrix africaeaustralis) - Große Rohrratte (Thryonomys swinderianus) - Kurzschwanz-Hamsterratte (Saccostomus campestris) - Gambia-Riesenhamsterratte (Cricetomys gambianus) - Fettmaus (Steatomys pratensis) - Graue Klettermaus (Dendromus melanotis) - Klettermaus (Dendromus mystacilis) - Rennmaus (Tatera leucogaster) - Zwergstachelmaus (Acomys spinosissimus) - Namaqua-Buschratte (Aethomys namaquensis) - Rote Buschratte (Aethomys chrysophilus) - Afrikanische Wollhaarratte (Dasymys incomtus) - Einstreifengrasmaus (Lemniscomys rosalia) - Afrikanische Feld-Zwergmaus (Mus minutoides) - Hausmaus (Mus musculus) - Akazienratte (Thallomys paedulcus) - Akazienmaus (Grammomys dolichurus) - Natal-Vielzitzenmaus (Mastomys natalensis) - Südliche Vielzitzenmaus (Mastomys coucha) - Hausratte (Rattus rattus) - Lamellenzahnratte (Otomys angoniensis) Fledertiere - Nilflughund (Rousettus aegyptiacus) - Epaulettenflughunde (Epomophorus wahlbergi und E. crypturus) - Grabfledermäuse (Mauritius-Grabfledermaus (Taphozous mauritanus)) - Rundblattnasen, zwei Arten (Hipposideros) - Schlitznasen, zwei Arten (Nycteris) - Hufeisennasen, acht Arten (Rhinolophus) - Langflügelfledermaus (Miniopterus schreibersii) - Breitflügelfledermäuse, vier Arten (Eptesicus) - Zwergfledermäuse, fünf Arten (Pipistrellus) - Mausohren, drei Arten (Myotis) - Genetzte Schmetterlingsfledermaus (Glauconycteris variegata) - Laephotis botswanae - Nycticelus schieffenii - Glattnasen (Scotophilus dinganii) - Kerivoulan argentata und Kerivoula lanosa - Bulldoggfledermäuse, sechs Arten (Tadarida) |

## Vögel
Folgende Vogelarten kommen regelmäßig im Park vor.
| Laufvögel - Strauß (Struthio camelus) Hühnervögel - Wachtel (Coturnix coturnix) - Harlekinwachtel (Coturnix delegorguei) - Laufhühnchen (Turnix sylvatica) - Kräuselhauben-Perlhuhn (Guttera pucherani) - Helmperlhuhn (Numida meleagris) - Coquifrankolin (Peliperdix coqui) - Schopffrankolin (Peliperdix sephaena) - Natalfrankolin (Pternistis natalensis) - Rotkehlfrankolin (Pternistis afer) - Shelleyfrankolin (Scleroptila shelleyi) - Swaisonfrankolin (Francolinus swainsonii) Trappen - Schwarzbauchtrappe (Eupodotis (Lissotis) melanogaster) - Riesentrappe (Ardeotis kori) - Rotschopftrappe (Eupodotis ruficrista) Binsenrallen - Afrikanische Binsenralle (Podica senegalensis) Rallenvögel - Teichralle (Gallinula chloropus) - Kammblässhuhn (Fulica cristata) - Zwergmoorhuhn (Gallinula angulata) - Wachtelkönig (Crex crex) - Bronzesultanshuhn (Porphyrio alleni) - Steppenralle (Crecopsis egregia) - Schwarzkielralle (Amaurornis flavirostra) - Kapralle (Rallus caerulescens) Lappentaucher - Zwergtaucher (Tachybaptus ruficollis) Flamingos - Rosaflamingo (Phoenicopterus roseus) - Zwergflamingo (Phoenicopterus minor) Enten - Nilgans (Alopochen aegyptiacus) - Rotschnabelente (Anas erythrorhyncha) - Gelbschnabelente (Anas undulata) - Schwarzente (Anas sparsa) - Gelbbrust-Pfeifgans (Dendrocygna bicolor) - Weißrücken-Pfeifgans (Thalassornis leuconotus) - Witwenpfeifgans (Dendrocygna viduata) - Höckerglanzgans (Sarkidiornis melanotos) - Sporngans (Plectropterus gambensis) - Afrikanische Zwergente (Nettapus auritus) - Rotaugenente (Netta erythrophthalma) Reiher - Goliathreiher (Ardea goliath) - Graureiher (Ardea cinerea) - Purpurreiher (Ardea purpurea) - Schwarzhalsreiher (Ardea melanocephala) - Rotbauchreiher (Ardeola rufiventris) - Kuhreiher (Bubulcus ibis) - Nachtreiher Nycticorax nycticorax - Silberreiher (Casmerodius albus) - Mittelreiher (Ardea intermedia) - Seidenreiher (Egretta garzetta) - Glockenreiher (Egretta ardesiaca) - Zwergdommel (Ixobrychus minutus) - Schieferdommel (Ixobrychus sturmii) - Mangrovereiher (Butorides striatus) - Rallenreiher (Ardeola ralloides) - Weißrückenreiher (Gorsachius leuconotus) Ibisse und Löffler - Heiliger Ibis (Threskiornis aethiopicus) - Sichler (Plegadis falcinellus) - Hagedasch-Ibis (Bostrychia hagedash) - Afrikanischer Löffler (Platalea alba) Sonstige Pelecaniformes - Rosapelikan (Pelecanus onocrotalus) - Rötelpelikan (Pelecanus rufescens) - Hammerkopf (Scopus umbretta) Suliformes - Afrika-Schlangenhalsvogel (Anhinga rufa) - Riedscharbe (Phalacrocorax africanus) - Weißbrustkormoran (Phalacrocorax lucidus) Störche - Abdimstorch (Ciconia abdimii) - Glanzklaffschnabel (Anastomus lamelligerus) - Sattelstorch (Ephippiorhynchus senegalensis) - Weißstorch (Ciconia ciconia) - Schwarzstorch (Ciconia nigra) - Afrikanischer Wollhalsstorch (Ciconia microscelis) - Nimmersatt (Mycteria ibis) - Marabu (Leptoptilos crumeniferus) Hopfartige - Baumhopf (Phoeniculus purpureus) - Sichelhopf (Rhinopomastus cyanomelas) - Wiedehopf (Upupa epops) Nashornvögel - Südlicher Hornrabe (Bucorvus leadbeateri) - Grautoko (Tockus nasutus) - Kronentoko (Tockus alboterminatus) - Rotschnabeltoko (Tockus erythrorhynchus) - Südlicher Gelbschnabeltoko (Tockus leucomelas) - Trompeterhornvogel (Bycanistes buccinator) Tauben und Flughühner - Felsentaube (Columba livia) - Zimttaube (Columba larvata) - Guineataube (Columba guinea) - Brillentaube (Streptopelia decipiens) - Nacktgesicht-Grüntaube (Treron calvus) - Kapturteltaube (Streptopelia capicola) - Kaptäubchen (Oena capensis) - Palmtaube (Streptopelia senegalensis) - Halbmondtaube (Streptopelia semitorquata) - Bronzeflecktaube (Turtur chalcospilos) - Tamburintaube (Turtur tympanistria) - Doppelband-Flughuhn (Pterocles bicinctus) Papageien - Braunkopfpapagei (Poicephalus cryptoxanthus) - Graukopfpapagei (Poicephalus fuscicollis) Racken und Bienenfresser - Blauracke (Coracias garrulus) - Gabelracke (Coracias caudata) - Zimtroller (Eurystomus glaucurus) - Strichelracke (Coracias naevia) - Spatelracke (Coracias spatulatus) - Blauwangenspint (Merops persicus) - Bienenfresser (Art) (Merops apiaster) - Karminspint (Merops nubicoides) - Weißstirnspint (Merops bullockoides) - Zwergspint (Merops pusillus) Eisvögel - Riesenfischer (Megaceryle maxima) - Graufischer (Ceryle rudis) - Malachit-Eisvogel (Alcedo cristata) - Kobalt-Eisvogel (Alcedo semitorquata) - Zwergkönigsfischer (Ispidina picta) - Braunkopfliest (Halcyon albiventris) - Graukopfliest (Halcyon leucocephala) - Streifenliest (Halcyon chelicuti) - Senegalliest (Halcyon senegalensis) Regenpfeifer und Schnepfenvögel - Dreibandregenpfeifer (Charadrius tricollarius) - Sandregenpfeifer (Charadrius hiaticula) - Wermutregenpfeifer (Charadrius asiaticus) - Hirtenregenpfeifer (Charadrius pecuarius) - Weißstirn-Regenpfeifer (Charadrius marginatus) - Flussuferläufer (Actitis hypoleucos) - Sichelstrandläufer (Calidris ferruginea) - Zwergstrandläufer (Calidris minuta) - Teichwasserläufer (Tringa stagnatilis) - Waldwasserläufer (Tringa ochropus) - Grünschenkel (Tringa nebularia) - Bruchwasserläufer (Tringa glareola) - Kampfläufer (Philomachus pugnax) Kiebitze und Brachschwalbenartige - Kronenkiebitz (Vanellus coronatus) - Waffenkiebitz (Vanellus armatus) - Senegalkiebitz (Vanellus senegallus) - Trauerkiebitz (Vanellus lugubris) - Weißscheitelkiebitz (Vanellus albiceps) - Rotflügel-Brachschwalbe (Glareola pratincola) - Amethyst-Rennvogel (Rhinoptilus chalcopterus) - Temminckrennvogel (Cursorius temminckii) - Bindenrennvogel (Rhinoptilus cinctus) Sonstige Regenpfeiferartige - Blaustirn-Blatthühnchen (Actophilornis africana) - Bunt-Goldschnepfe (Rostratula benghalensis) - Kaptriel (Burhinus capensis) - Wassertriel (Burhinus vermiculatus) - Stelzenläufer (Himantopus himantopus) | Habichtartige - Ohrengeier (Aegypius tracheliotus) - Wollkopfgeier (Trigonoceps occipitalis) - Kapgeier (Gyps coprotheres) - Weißrückengeier (Gyps africanus) - Kappengeier (Necrosyrtes monachus) - Kronenadler (Stephanoaetus coronatus) - Kampfadler (Polemaetus bellicosus) - Savannenadler (Aquila rapax) - Steppenadler (Aquila nipalensis) - Schreiadler (Aquila pomarina) - Klippenadler (Aquila verreauxii) - Silberadler (Aquila wahlbergi) - Akazienadler (Hieraaetus spilogaster) - Fleckenadler (Hieraaetus ayresii) - Schopfadler (Lophaetus occipitalis) - Zwergadler (Hieraaetus pennatus) - Schreiseeadler (Haliaeetus vocifer) - Gaukler (Terathopius ecaudatus) - Fischadler (Pandion haliaetus) - Gleitaar (Elanus caeruleus) - Fledermausadler (Macheiramphus alcinus) - Höhlenweih (Polyboroides typus) - Wiesenweihe (Circus pygargus) - Steppenweihe (Circus macrourus) - Kuckucksweih (Aviceda cuculoides) - Gelbschnabelmilan (Milvus aegyptius) - Schwarzmilan (Milvus migrans) - Einfarb-Schlangenadler (Circaetus cinereus) - Schwarzbrust-Schlangenadler (Circaetus pectoralis) - Schakalbussard (Buteo rufofuscus) - Mäusebussard (Buteo buteo) - Wespenbussard (Pernis apivorus) - Kuckuckshabicht (Kaupifalco monogrammicus) - Afrikahabicht (Accipiter tachiro) - Dominohabicht (Accipiter melanoleucus) - Zwergsperber (Accipiter minullus) - Schikrasperber (Accipiter badius) - Ovambosperber (Accipiter ovampensis) - Graubürzel-Singhabicht (Melierax metabates) - Gabar-Habicht (Micronisus gabar) Falkenartige - Baumfalke (Falco subbuteo) - Amurfalke (Falco amurensis) - Schwarzrückenfalke (Falco dickinsoni) - Lannerfalke (Falco biarmicus) - Wanderfalke (Falco peregrinus) - Rotfußfalke (Falco vespertinus) Kuckucksvögel - Kuckuck (Cuculus canorus) - Afrikanerkuckuck (Cuculus gularis) - Schwarzkuckuck (Cuculus clamosus) - Einsiedlerkuckuck (Cuculus solitarius) - Jakobinerkuckuck (Clamator jacobinus) - Kapkuckuck (Clamator levaillantii) - Grillkuckuck (Centropus grillii) - Tiputip (Centropus superciliosus (burchelli)) - Häherkuckuck (Clamator glandarius) - Goldkuckuck (Chrysococcyx caprius) - Klaaskuckuck (Chrysococcyx klaas) - Dickschnabelkuckuck (Pachycoccyx audeberti) Turakos - Helmturako (Tauraco corythaix) - Grauer Lärmvogel (Corythaixoides concolor) - Glanzhaubenturako (Tauraco porphyreolophus) Trogone - Narinatrogon (Apaloderma narina) Mausvögel - Braunflügel-Mausvogel (Colius striatus) - Rotzügelmausvogel (Urocolius indicus) Eulen - Blassuhu (Bubo lacteus) - Bindenfischeule (Scotopelia peli) - Fleckenuhu (Bubo africanus) - Kapgraseule (Tyto capensis) - Schleiereule (Tyto alba) - Woodford-Kauz (Strix woodfordii) - Afrika-Zwergohreule (Otus senegalensis) - Büscheleule (Otus leucotis) - Kapzwergkauz (Glaucidium capense) - Perlzwergkauz (Glaucidium perlatum) - Kapohreule (Asio capensis) Nachtschwalben - Ziegenmelker (Caprimulgus europaeus) - Pfeifnachtschwalbe (Caprimulgus pectoralis) - Flecken-Nachtschwalbe (Caprimulgus tristigma) - Rostwangen-Nachtschwalbe (Caprimulgus rufigena) - Gartennachtschwalbe (Caprimulgus fossii) - Ruderflügel (Macrodipteryx vexillaria) Segler - Alpensegler (Tachymarptis melba) - Fledermaussegler (Neafrapus boehmi) - Mauersegler (Apus apus) - Haussegler (Apus affinis) - Kapsegler (Apus barbatus) - Weißbürzelsegler (Apus caffer) - Horussegler (Apus horus) - Palmensegler (Cypsiurus parvus) - Baobabsegler (Telacanthura ussheri) Spechte - Kardinalspecht (Dendropicos fuscescens) - Namaspecht (Thripias namaquus) - Bennettspecht (Campethera bennettii) - Goldschwanzspecht (Campethera abingoni) - Goldrückenspecht (Mesopicos griseocephalus) Bartvögel - Rotstirn-Bartvogel (Tricholaema leucomelas) - Halsband-Bartvogel (Lybius torquatus) - Haubenbartvogel (Trachyphonus vaillantii) - Gelbstirn-Zwergbärtling (Pogoniulus chrysoconus) - Binden-Zwergbärtling (Pogoniulus bilineatus) Honiganzeiger - Schwarzkehl-Honiganzeiger (Indicator indicator) - Kleiner Honiganzeiger (Indicator minor) - Strichelstirn-Honiganzeiger (Indicator variegatus) Sperlinge und Finken - Haussperling (Passer domesticus) - Kapsperling (Passer melanurus) - Kapsteinsperling (Petronia superciliaris) - Damarasperling (Passer diffusus) - Mosambikgirlitz (Serinus mozambicus) - Gelbbrustgirlitz (Serinus citrinipectus) Webervögel - Blutschnabelweber (Quelea quelea) - Stummelweber (Euplectes axillaris) - Tahaweber (Euplectes afer) - Spiegelweber (Euplectes albonotatus) - Schildweber (Euplectes ardens) - Cabanisweber (Ploceus intermedius) - Büffelweber (Bubalornis niger) - Scharlachweber (Anaplectes rubriceps) - Maskenweber (Ploceus velatus) - Brillenweber (Ploceus ocularis) - Dorfweber (Ploceus cucullatus) - Oryxweber (Euplectes orix) - Weissstirnweber (Amblyospiza albifrons) Witwenvögel - Weißfuß-Atlaswitwe (Vidua purpurascens) - Rotfuß-Atlaswitwe (Vidua chalybeata) - Langschwanz-Paradieswitwe (Vidua interjecta) - Dominikanerwitwe (Vidua macroura) - Königswitwe (Vidua regia) Drongos - Trauerdrongo (Dicrurus adsimilis) Beutelmeisen - Weißstirn-Beutelmeise (Anthoscopus caroli) Bülbüls - Graubülbül (Pycnonotus barbatus) - Blaubülwürger (Nicator gularis) - Schlichtbülbül (Andropadus importunus) - Laubbülbül (Phyllastrephus terrestris) - Gelbbauchbülbül (Chlorocichla flaviventris) Monarchen - Blaumantel-Haubenschnäpper (Trochocercus cyanomelas) - Graubrust-Paradiesschnäpper (Terpsiphone viridis) | Fliegenschnäpper - Meisenschnäpper (Myioparus plumbeus) - Würgerschnäpper (Melaenornis silens) - Maricoschnäpper (Melaenornis mariquensis) - Glanzdrongoschnäpper (Melaenornis pammelaina) - Arnott-Schnäpper (Myrmecocichla arnoti) - Dunkelschnäpper (Muscicapa adusta) - Schieferschnäpper (Muscicapa caerulescens) - Grauschnäpper (Muscicapa striata) - Schwarzkehlchen (Saxicola torquata) - Streifenkopf-Heckensänger (Cercotrichas quadrivirgata) - Natalheckensänger (Cercotrichas signata) - Weißbrauen-Heckensänger (Cercotrichas leucophrys) - Rostschwanz (Cercomela familiaris) - Kaprötel (Cossypha caffra) - Weißbrauenrötel (Cossypha heuglini) - Weißkehlrötel (Cossypha humeralis) - Natalrötel (Cossypha natalensis) - Morgenrötel (Cichladusa arquata) - Rotbauchschmätzer (Thamnolaea cinnamomeiventris) - Erd-Steinschmätzer (Oenanthe pileata) - Bergsteinschmätzer (Oenanthe monticola) - Fahlschnäpper (Bradornis pallidus) - Sprosser (Luscinia luscinia) Schnäpperwürger - Schwarzkehl-Lappenschnäpper (Platysteira peltata) - Kap-Batis (Batis capensis) - Weißflankenbatis (Batis molitor) Würger - Neuntöter (Lanius collurio) - Südlicher Fiskalwürger (Lanius collaris) - Elsterwürger (Urolestes melanoleucus) - Weißscheitelwürger (Eurocephalus anguitimens) Buschwürger - Brubru (Nilaus afer) - Dorntschagra (Tchagra australis) - Senegaltschagra (Tchagra senegala) - Schneeballwürger (Dryoscopus cubla) - Perreinwürger (Telophorus viridis) - Olivwürger (Telophorus olivaceus) - Graukopfwürger (Malaconotus blanchoti) - Orangebrust-Buschwürger (Telephorus sulfureopectus) - Schwarzstirnwürger (Lanius minor) - Dreifarb-Brillenwürger (Prionops retzii) - Brillenwürger (Prionops plumatus) - Rotbauchwürger (Laniarius atrococcineus) - Flötenwürger (Laniarius ferrugineus) - Boubouwürger (Laniarius aethiopicus) Schwalben - Mehlschwalbe (Delichon urbicum) - Rauchschwalbe (Hirundo rustica) - Kapschwalbe (Hirundo cucullata) - Kleine Streifenschwalbe (Hirundo abyssinica) - Senegalschwalbe (Hirundo senegalensis) - Rotbrustschwalbe (Hirundo semirufa) - Steinschwalbe (Hirundo fuligula) - Rotkappenschwalbe (Hirundo smithii) - Graubürzelschwalbe (Pseudhirundo griseopyga) - Uferschwalbe (Riparia riparia) - Riparia paludicola Prachtfinken - Angola-Schmetterlingsfink (Uraeginthus angolensis) - Bandamadine (Amadina fasciata) - Dunkelroter Amarant (Lagonosticta rubricata) - Rosenamarant (Lagonosticta rhodopareia) - Senegalamarant (Lagonosticta senegala) - Kleinelsterchen (Spermestes cucullatus) - Glanzelsterchen (Spermestes bicolor) - Wachtelastrild (Ortygospiza atricollis) - Wellenastrild (Estrilda astrild) - Buntastrild (Pytilia melba) - Perlastrild (Hyapargos margaritatus) - Rotkopfamadine (Amadina erythrocephala) - Granatastrild (Granatina granatina) Nektarvögel - Amethystglanzköpfchen (Chalcomitra amethystina) - Rotbrust-Glanzköpfchen (Chalcomitra senegalensis) - Waldnektarvogel (Hedydipna collaris) - Gelbbauch-Nektarvogel (Cinnyris venustus) - Bindennektarvogel (Cinnyris mariquensis) - Miombonektarvogel (Cinnyris chalybeus) - Großer Halsband-Nektarvogel (Cinnyris afer) - Weißbauch-Nektarvogel (Cinnyris talatala) Pirole - Pirol (Oriolus oriolus) - Schwarzohrpirol (Oriolus auratus) - Maskenpirol (Oriolus larvatus) Ammern - Bergammer (Emberiza tahapisi) - Gelbbauchammer (Emberiza flaviventris) - Lerchenammer (Emberiza impetuani) Stare - Rotschnabelmadenhacker (Buphagus erythrorhynchus) - Gelbschnabelmadenhacker (Buphagus africanus) - Hirtenmaina (Acridotheres tristis) - Rotschulter-Glanzstar (Lamprotornis nitens) - Riesen-Glanzstar (Lamprotornis australis) - Grünschwanzglanzstar (Lamprotornis chalybaeus) - Mevesglanzstar (Lamprotornis mevesii) - Lappenstar (Creatophora cinerea) - Amethystglanzstar (Cinnyricinclus leucogaster) - Rotschwingenstar (Onychognathus morio) Drosseln - Braundrossel - Akaziendrossel (Psophocichla litsitsirupa) - Rotschnabeldrossel (Turdus libonyanus) Lerchen - Savannenlerche (Mirafra africanoides) - Baumklapperlerche (Mirafra rufocinnamomea) - Sperlingslerche (Mirafra passerina) - Kurzhaubenlerche (Mirafra africana) - Sabotalerche (Calendulauda sabota) - Drossellerche (Pinarocorys nigricans) - Weißwangenlerche (Eremopterix leucotis) - Graurückenlerche (Eremopterix verticalis) - Rotkappenlerche (Calandrella cinerea) Stelzen und Pieper - Gelbkehlpieper (Macronyx croceus) - Kapstelze (Motacilla capensis) - Witwenstelze (Motacilla aguimp) - Langschwanzstelze (Motacilla clara) - Schafstelze (Motacilla flava) - Buschpieper (Anthus caffer) - Zimtpieper (Anthus cinnamomeus) Grasmückenartige - Gartengrasmücke (Sylvia borin) - Dorngrasmücke (Sylvia communis) - Schilfrohrsänger (Acrocephalus schoenobaenus) - Gartenrohrsänger (Acrocephalus baeticatus) - Drosselrohrsänger (Acrocephalus arundinaceus) - Sumpfrohrsänger (Acrocephalus palustris) - Kaprohrsänger (Acrocephalus gracilirostris) - Gelbspötter (Hippolais icterina) - Strichelcistensänger (Cisticola natalensis) - Rotgesicht-Cistensänger (Cisticola erythrops) - Rostbanderemomela (Eremomela usticollis) - Grünkappen-Eremomela (Eremomela scotops) - Eremomela icteropygialis - Sumpfbuschsänger (Bradypterus baboecala) - Langschnabel Sylvietta (Sylvietta rufescens) - Olivenspötter (Hippolais olivetorum) - Schlagschwirl (Locustella fluviatilis) - Fitis (Phylloscopus trochilus) - Hyliota australis Halmsängerartige - Halsband-Feinsänger (Apalis thoracica) - Gelbbauch-Feinsänger (Apalis flavida) - Blökgrasmücke (Camaroptera brachyura) - Meckergrasmücke (Camaroptera brevicauda) - Cistensänger (Cisticola juncidis) - Langschwanz-Cistensänger (Cisticola aberrans) - Braunkopf-Cistensänger (Cisticola fulvicapilla) - Rotscheitel-Cistensänger (Cisticola chiniana) - Schwarzrücken-Cistensänger (Cisticola galactotes) - Stierlingbindensänger (Calamonastes stierlingi) - Rahmbrustprinie (Prinia subflava) Meisen - Sambesi-Rußmeise (Parus niger) Timalien und Brillenvögel - Braundrossling (Turdoides jardineii) - Kap-Brillenvogel (Zosterops pallidus) Stachelbürzler - Kuckuckswürger (Campephaga flava) - Waldraupenfänger (Coracina caesia), jetzt Ceblepyris caesius - Weißbrust-Raupenfänger (Coracina pectoralis) Rabenvögel - Schildrabe (Corvus albus) - Geierrabe (Corvus albicollis) |